# Jo Woo-ri
Jo Woo-ri (* 29. März 1992 in Seoul) ist eine südkoreanische Schauspielerin.

## Leben und Karriere
Jo Woo-ri wurde am 29. März 1992 in Seoul geboren. Ihr Debüt gab sie 2011 in der Fernsehserie Dimo. Danach war sie 2013 in Sirius zu sehen. Im selben Jahr trat sie in Pure Love auf. Anschließend wurde sie für die Serie Medical Top Team gecastet. 2015 setzte Jo ihre Karriere in A Daughter Just Like You fort. Außerdem bekam sie 2018 in der Serie Gangnam Beauty die Hauptrolle. Von 2019 bis 2020 spielte Jo in Beautiful Love, Wonderful Life eine Nebenrolle.

## Filmografie (Auswahl)
Serien
- 2011: Dimo
- 2013: Can Love Become Money
- 2012: Sirius
- 2013: Pure Love
- 2013: Medical Top Team
- 2015: A Daughter Just Like You
- 2017: Witch at Court
- 2018: Gangnam Beauty
- 2018: Life on Mars
- 2019: Will Be Okay, Never Die
- 2019–2020: Beautiful Love, Wonderful Life

## Auszeichnungen

### Gewonnen
- 2018: Korea Drama Awards in der Kategorie „Star of the Year Award“[4]
- 2018: Korea First Brand Awards in der Kategorie „Actress Award“[5]

### Nominiert
- 2018: KBS Drama Awards in der Kategorie „Best New Actress“[6]